# Vòng loại Giải bóng đá Vô địch U-15 Quốc gia 2025
Vòng loại Giải bóng đá Vô địch U-15 Quốc gia 2025 là giải đấu vòng loại cho Giải bóng đá Vô địch U-15 Quốc gia 2025 do Liên đoàn bóng đá Việt Nam (VFF) tổ chức. 
Vòng loại diễn ra từ ngày 19 tháng 6 đến ngày 17 tháng 7 năm 2025. Tổng cộng có 12 đội sẽ đủ điều kiện để tham dự vòng chung kết, bao gồm cả đội được đặc cách tham dự giải đấu với tư cách chủ nhà.

## Các đội bóng
Mùa giải năm nay có sự tham dự của 30 đội bóng. Các đội bóng được sắp xếp sẵn vào các bảng đấu dựa theo khu vực địa lý. Những đội bóng đóng vai trò là chủ nhà của bảng đấu vòng loại được ký hiệu bởi (H).
Lễ bốc thăm xếp lịch thi đấu vòng loại được tổ chức vào lúc 10h ngày 03 tháng 6 năm 2025 tại Trụ sở Liên đoàn Bóng đá Việt Nam, đường Lê Quang Đạo, quận Nam Từ Liêm, thành phố Hà Nội.
| Đội                      |
| ------------------------ |
| Trung tâm Bóng đá Đào Hà |
| Hà Nội                   |
| Thể Công – Viettel (H)   |
| Hải Phòng                |
| Thép Xanh Nam Định       |

| Đội                                                  |
| ---------------------------------------------------- |
| Trung tâm Huấn luyện thi đấu Thể dục thể thao Hà Nội |
| Đông Á Thanh Hóa                                     |
| Sông Lam Nghệ An                                     |
| PVF (H)                                              |
| Thể Công-Viettel II                                  |

| Đội                          |
| ---------------------------- |
| Hồng Lĩnh Hà Tĩnh            |
| Quảng Nam                    |
| LPBank Hoàng Anh Gia Lai (H) |
| Huế                          |
| SHB Đà Nẵng                  |

| Đội               |
| ----------------- |
| Đắk Lắk (H)       |
| Bình Định         |
| Kon Tum           |
| Hồng Lạc Lâm Đồng |
| Quảng Ngãi        |

| Đội                                       |
| ----------------------------------------- |
| Trung tâm Thể dục thể thao Thống Nhất (H) |
| Khánh Hòa                                 |
| An Giang                                  |
| Đồng Tháp                                 |
| Cần Thơ                                   |

| Đội                     |
| ----------------------- |
| Bình Thuận              |
| Tiền Giang              |
| Bình Phước(H)           |
| Tây Ninh                |
| Phú Yên                 |
| Công an Bà Rịa-Vũng Tàu |

## Phương thức thi đấu
– Các Đội thi đấu vòng tròn hai lượt (đi – về) tại địa phương đăng cai. Tính điểm xếp hạng ở mỗi Bảng. Chọn 06 đội xếp thứ Nhất, 05 Đội xếp thứ Nhì có thành tích tốt nhất ở 06 Bảng (Như cách tính điểm xếp hạng ở Điều 11; Điểm 11.1 và 11.2) vào VCK.
– Trong trường hợp số Đội tại các Bảng không bằng nhau: Khi so sánh các chỉ số để xác định 05 Đội xếp thứ Nhì có điểm và các chỉ số cao hơn vào VCK, BTC giải sẽ không tính kết quả của các trận đấu giữa Đội xếp thứ Nhì gặp các Đội xếp cuối tại các Bảng có số Đội nhiều hơn, sao cho số trận đấu của các Đội xếp thứ Nhì giữa các Bảng khi so sánh là bằng nhau.
– Nếu đội Chủ nhà VCK kết thúc thi đấu tại Vòng loại với vị trí trong nhóm 11 (mười một) đội có thành tích tốt nhất ở 06 Bảng nêu trên, thì đội xếp thứ Nhì có thành tích tốt tiếp theo sẽ giành quyền tham dự VCK.

### Các tiêu chí
Các đội được xếp hạng theo điểm (3 điểm cho 1 trận thắng, 1 điểm cho 1 trận hòa, 0 điểm cho 1 trận thua), và nếu bằng điểm, các tiêu chí sau đây được áp dụng theo thứ tự, để xác định thứ hạng:
1. Điểm trong các trận đối đầu trực tiếp giữa các đội bằng điểm;
2. Hiệu số bàn thắng thua trong các trận đối đầu trực tiếp giữa các đội bằng điểm;
3. Số bàn thắng ghi được trong các trận đối đầu trực tiếp giữa các đội bằng điểm;
4. Nếu có nhiều hơn hai đội bằng điểm, và sau khi áp dụng tất cả các tiêu chí đối đầu ở trên, một nhóm nhỏ các đội vẫn còn bằng điểm nhau, tất cả các tiêu chí đối đầu ở trên được áp dụng lại cho riêng nhóm này;
5. Hiệu số bàn thắng thua trong tất cả các trận đấu bảng;
6. Số bàn thắng ghi được trong tất cả các trận đấu bảng;
7. Sút luân lưu nếu chỉ có hai đội bằng điểm và họ gặp nhau trong trận cuối cùng của bảng;
8. Điểm kỷ luật (thẻ vàng = –1 điểm, thẻ đỏ gián tiếp (2 thẻ vàng) = –3 điểm, thẻ đỏ trực tiếp = –3 điểm, thẻ vàng và thẻ đỏ trực tiếp = –4 điểm);
9. Bốc thăm.

## Lịch thi đấu
| Lượt đấu    | Ngày                |
| ----------- | ------------------- |
| Lượt đấu 1  | 19 tháng 6 năm 2025 |
| Lượt đấu 2  | 21 tháng 6 năm 2025 |
| Lượt đấu 3  | 24 tháng 6 năm 2025 |
| Lượt đấu 4  | 27 tháng 6 năm 2025 |
| Lượt đấu 5  | 29 tháng 6 năm 2025 |
| Lượt đấu 6  | 3 tháng 7 năm 2025  |
| Lượt đấu 7  | 5 tháng 7 năm 2025  |
| Lượt đấu 8  | 8 tháng 7 năm 2025  |
| Lượt đấu 9  | 11 tháng 7 năm 2025 |
| Lượt đấu 10 | 13 tháng 7 năm 2025 |

## Đội hình
Các cầu thủ sinh từ ngày 1 tháng 1 năm 2010 đến ngày 31 tháng 12 năm 2011 có đủ điều kiện để tham dự giải đấu. Mỗi đội bóng phải đăng ký một đội hình tối thiểu 18 cầu thủ và tối đa 30 cầu thủ. Trong đó, danh sách phải có tối thiểu 2 thủ môn và tối đa 1 cầu thủ nước ngoài gốc Việt Nam (Quy định mục 7.1).

## Các bảng

### Bảng A
Các trận đấu tại bảng A do Công ty thể thao Viettel đăng cai tổ chức, diễn ra tại Trung tâm thể thao Viettel, Hà Nội.

| VT | Đội                      | ST | T | H | B | BT | BB | HS  | Đ  | Giành quyền tham dự                  |     | HNFC | TCVT | HPFC | TXNĐ | TTĐH |
| -- | ------------------------ | -- | - | - | - | -- | -- | --- | -- | ------------------------------------ | --- | ---- | ---- | ---- | ---- | ---- |
| 1  | Hà Nội                   | 4  | 3 | 1 | 0 | 15 | 1  | +14 | 10 | Lọt vào VCK U15 Quốc gia 2025        |     | —    | –    | 1–1  | 4–0  | –    |
| 2  | Thể Công – Viettel (H)   | 4  | 3 | 0 | 1 | 7  | 4  | +3  | 9  | Có thể lọt vào VCK U15 Quốc gia 2025 |     | 0–3  | —    | –    | 3–1  | –    |
| 3  | Hải Phòng                | 4  | 2 | 1 | 1 | 6  | 4  | +2  | 7  |                                      |     | –    | 0–3  | —    | –    | 2–0  |
| 4  | Thép Xanh Nam Định       | 4  | 1 | 0 | 3 | 6  | 10 | −4  | 3  |                                      | –   | –    | 0–3  | —    | 5–0  |      |
| 5  | Trung tâm Bóng đá Đào Hà | 4  | 0 | 0 | 4 | 0  | 15 | −15 | 0  |                                      | 0–7 | 0–1  | –    | –    | —    |      |

### Bảng B
Các trận đấu tại bảng B do Công ty TNHH đầu tư và phát triển tài năng bóng đá Việt Nam đăng cai tổ chức, diễn ra tại Trung tâm đào tạo bóng đá trẻ PVF - Bộ Công an, Hưng Yên.

| VT | Đội                                                  | ST | T | H | B | BT | BB | HS  | Đ  | Giành quyền tham dự                  |     | SLNA | PVF | TTHN | TCV2 | ĐATH |
| -- | ---------------------------------------------------- | -- | - | - | - | -- | -- | --- | -- | ------------------------------------ | --- | ---- | --- | ---- | ---- | ---- |
| 1  | Sông Lam Nghệ An                                     | 4  | 4 | 0 | 0 | 11 | 2  | +9  | 12 | Lọt vào VCK U15 Quốc gia 2025        |     | —    | 2–1 | –    | 5–0  | –    |
| 2  | PVF (H)                                              | 4  | 3 | 0 | 1 | 10 | 2  | +8  | 9  | Có thể lọt vào VCK U15 Quốc gia 2025 |     | –    | —   | 1–0  | –    | 3–0  |
| 3  | Trung tâm Huấn luyện thi đấu Thể dục thể thao Hà Nội | 4  | 1 | 1 | 2 | 6  | 7  | −1  | 4  |                                      |     | 1–2  | –   | —    | 2–2  | –    |
| 4  | Thể Công – Viettel II                                | 4  | 0 | 2 | 2 | 3  | 13 | −10 | 2  |                                      | –   | 0–5  | –   | —    | 1–1  |      |
| 5  | Đông Á Thanh Hóa                                     | 4  | 0 | 1 | 3 | 3  | 9  | −6  | 1  |                                      | 0–2 | –    | 2–3 | –    | —    |      |

### Bảng C
Các trận đấu tại bảng C do Công ty cổ phần Thể thao LPBank Hoàng Anh Gia Lai đăng cai tổ chức, diễn ra tại Trung tâm huấn luyện thể thao Hàm Rồng, Gia Lai.

| VT | Đội                          | ST | T | H | B | BT | BB | HS | Đ  | Giành quyền tham dự                  |     | HLHT | SĐN | LPBHA | QNFC | HUE |
| -- | ---------------------------- | -- | - | - | - | -- | -- | -- | -- | ------------------------------------ | --- | ---- | --- | ----- | ---- | --- |
| 1  | Hồng Lĩnh Hà Tĩnh            | 4  | 4 | 0 | 0 | 8  | 3  | +5 | 12 | Lọt vào VCK U15 Quốc gia 2025        |     | —    | –   | 2–0   | –    | 1–0 |
| 2  | SHB Đà Nẵng                  | 4  | 2 | 1 | 1 | 6  | 3  | +3 | 7  | Có thể lọt vào VCK U15 Quốc gia 2025 |     | 1–2  | —   | –     | 1–0  | –   |
| 3  | LPBank Hoàng Anh Gia Lai (H) | 4  | 1 | 2 | 1 | 6  | 5  | +1 | 5  |                                      |     | –    | 1–1 | —     | 3–0  | –   |
| 4  | Quảng Nam                    | 4  | 1 | 0 | 3 | 3  | 7  | −4 | 3  |                                      | 2–3 | –    | –   | —     | 1–0  |     |
| 5  | Huế                          | 4  | 0 | 1 | 3 | 2  | 7  | −5 | 1  |                                      | –   | 0–3  | 2–2 | –     | —    |     |

### Bảng D
Các trận đấu tại bảng D do Công ty Cổ phần Thể thao LPBank Hoàng Anh Gia Lai đăng cai tổ chức, diễn ra tại Trung tâm huấn luyện thể thao Hàm Rồng, Gia Lai

| VT | Đội               | ST | T | H | B | BT | BB | HS  | Đ  | Giành quyền tham dự                  |      | ĐLK | KTFC | BĐFC | QNI  | HLLĐ |
| -- | ----------------- | -- | - | - | - | -- | -- | --- | -- | ------------------------------------ | ---- | --- | ---- | ---- | ---- | ---- |
| 1  | Đắk Lắk (H)       | 4  | 3 | 1 | 0 | 23 | 1  | +22 | 10 | Lọt vào VCK U15 Quốc gia 2025        |      | —   | –    | 1–0  | 0–0  | –    |
| 2  | Kon Tum           | 4  | 2 | 1 | 1 | 18 | 6  | +12 | 7  | Có thể lọt vào VCK U15 Quốc gia 2025 |      | 0–4 | —    | –    | –    | 14–0 |
| 3  | Bình Định         | 4  | 2 | 1 | 1 | 5  | 3  | +2  | 7  |                                      |      | –   | 1–1  | —    | 2–1  | –    |
| 4  | Quảng Ngãi        | 4  | 1 | 1 | 2 | 13 | 5  | +8  | 4  |                                      | –    | 1–3 | –    | —    | 11–0 |      |
| 5  | Hồng Lạc Lâm Đồng | 4  | 0 | 0 | 4 | 1  | 45 | −44 | 0  |                                      | 1–18 | –   | 0–2  | –    | —    |      |

### Bảng E
Các trận đấu tại bảng E do Công ty Cổ phần Bóng đá Bà Rịa Vũng Tàu đăng cai tổ chức

| VT | Đội                   | ST | T | H | B | BT | BB | HS | Đ | Giành quyền tham dự                  |   | BRVT | BTN | ĐNFC | BPFC | BDFC | LĐFC |
| -- | --------------------- | -- | - | - | - | -- | -- | -- | - | ------------------------------------ | - | ---- | --- | ---- | ---- | ---- | ---- |
| 1  | Bà Rịa – Vũng Tàu (H) | 0  | 0 | 0 | 0 | 0  | 0  | 0  | 0 | Lọt vào VCK U15 Quốc gia 2025        |   | —    | –   | –    | –    | –    | –    |
| 2  | Bình Thuận            | 0  | 0 | 0 | 0 | 0  | 0  | 0  | 0 | Có thể lọt vào VCK U15 Quốc gia 2025 |   | –    | —   | –    | –    | –    | –    |
| 3  | Đồng Nai              | 0  | 0 | 0 | 0 | 0  | 0  | 0  | 0 |                                      |   | –    | –   | —    | –    | –    | –    |
| 4  | Bình Phước            | 0  | 0 | 0 | 0 | 0  | 0  | 0  | 0 |                                      | – | –    | –   | —    | –    | –    |      |
| 5  | Becamex Bình Dương    | 0  | 0 | 0 | 0 | 0  | 0  | 0  | 0 |                                      | – | –    | –   | –    | —    | –    |      |
| 6  | Lâm Đồng              | 0  | 0 | 0 | 0 | 0  | 0  | 0  | 0 |                                      | – | –    | –   | –    | –    | —    |      |

### Bảng F
Các trận đấu tại bảng F do Sở Văn hóa, Thể thao và Du lịch Đồng Tháp đăng cai tổ chức

| VT | Đội                   | ST | T | H | B | BT | BB | HS | Đ | Giành quyền tham dự                  |   | LAFC | AGFC | ĐTFC | TVFC | HCMC |
| -- | --------------------- | -- | - | - | - | -- | -- | -- | - | ------------------------------------ | - | ---- | ---- | ---- | ---- | ---- |
| 1  | Long An               | 0  | 0 | 0 | 0 | 0  | 0  | 0  | 0 | Lọt vào VCK U15 Quốc gia 2025        |   | —    | –    | –    | –    | –    |
| 2  | An Giang              | 0  | 0 | 0 | 0 | 0  | 0  | 0  | 0 | Có thể lọt vào VCK U15 Quốc gia 2025 |   | –    | —    | –    | –    | –    |
| 3  | Đồng Tháp (H)         | 0  | 0 | 0 | 0 | 0  | 0  | 0  | 0 |                                      |   | –    | –    | —    | –    | –    |
| 4  | Trà Vinh              | 0  | 0 | 0 | 0 | 0  | 0  | 0  | 0 |                                      | – | –    | –    | —    | –    |      |
| 5  | Thành phố Hồ Chí Minh | 0  | 0 | 0 | 0 | 0  | 0  | 0  | 0 |                                      | – | –    | –    | –    | —    |      |